# Santiago Nogueira
Santiago Nogueira (Durango, Durango, 9 de septiembre de 1983) es un exjugador de baloncesto mexicano que jugó casi toda su carrera para los equipos de la ciudad de Durango. Su último equipo fue Águilas Doradas de Durango y fue internacional con la Selección de baloncesto de México.

## Biografía
Nació en la Ciudad de Durango, pero y fue uno de los jugadores más destacados en el baloncesto juvenil duranguense. Más tarde jugó para los Borregos Salvajes del Tecnológico de Monterrey, donde se convirtió en uno de los más grandes referentes del equipo, llegó a ser capitán de los Borregos Salvajes e incluso de la Selección Universitaria de Basquetbol con quienes jugó dos mundiales universitarios en Turquía y Tailandia.
Fue contratado por los Lobos Grises de la UAD para la temporada 2008-2009, según dijo cuando llegó a Durango:

"Me siento muy contento porque es un sueño el jugar profesionalmente y ahora lo podré hacer y que mejor que hacerlo con el equipo de Durango que es mi ciudad natal"

Con el tiempo se fue convirtiendo en uno de los jugadores preferidos por la afición en Durango a pesar de su corta estatura para ser baloncestista (mide 1.83 m).  Actualmente sigue jugando en Durango y junto a su compañero de equipo Joel "Sugar" Ortiz (conocido en Durango por haber jugado tanto para los Leñadores, los Lobos Grises y los Madereros) es uno de los referentes que quedan de los Lobos Grises de la UAD.
Es actualmente uno de los jugadores más queridos en la ciudad de Durango y fue capitán de los Madereros de Durango.
En 2017 se confirmó que jugaría con la nueva franquicia de la ciudad de Durango, las Águilas Doradas de Durango.

## Estilo de juego
Santiago Nogueira, a pesar de ser un jugador aguerrido, se le conoce por su paciencia e inteligencia en el campo de juego. A pesar de no poseer una gran velocidad o capacidades atléticas, algo que ha caracterizado mucho el juego de Nogueira es su eficacia al meter tiros de tres puntos, fue el tercer mejor anotador de su equipo en los dos mundiales universitarios que jugó.
Santiago es uno de los mexicanos que mejor comprenden que es mejor tener una eficacia de 50% en tiros de tres puntos, que de 70% en tiros de 2 puntos, ya que aunque metas más de dos puntos, los tiros de tres valen más, este inteligente estilo de juego es muy visto en el basquetbol serbio.

## Logros

### Logros personales
- Mejor jugador torneo ASOMEX años 1995,1996, 2000 y 2001
- 2005: Selección Nacional Universitaria, asiste al mundial universitario celebrado en Izmir, Turquía. Termina como el 3.er mejor anotador de la Selección Mexicana.
- 2005: Baloncestista del año en el Tec de Monterrey.
- 2005: Nominado a Atleta del año Tec de Monterrey
- 2007: Cuadro Ideal CONADEIP categoría Premier
- 2007: Selección Nacional Universitaria, asiste al mundial universitario celebrado en Bangkok, Tailandia. Termina como el 4.º mejor anotador de la Selección Mexicana.
- 2007: Capitán de la Selección Mexicana universitaria.

### Logros en equipo
- Campeón Universiada Nacional CONDDE 2004, 2005, 2006 y 2007
- Campeón CONADEIP 2007
- Campeón Copa Telcel Universitaria 2005 y 2006
- SubCampeón CONADEIP 2004 y 2006
- Gira USA: Juega partidos de exhibición contra UCLA, UTEP, Nebraska, Loyola Marymount Iowa State, y UTPA, todas universidades de primera división.
- 2010 Subcampeón CIBANE Madereros de Durango
- 2011 Campeón CIBANE Madereros de Durango
- 2015 Campeón CIBAPAC con Águilas UNES